# Cerosora sumatrana
Cerosora sumatrana là một loài dương xỉ trong họ Pteridaceae. Loài này được Holttum mô tả khoa học đầu tiên năm 1958.